# 마석초등학교 축구단
마석초등학교 축구부는 1998년 창단하여 2022년 해단하였다.

## 시즌별 성적
2021 경기도 초등 주말리그 4경기 2승 2패
2020 경기도 초등 주말리그 6경기 2승 2무 2패
2019 경기도 초등 주말리그 14경기 1승 3무 10패
2001 전국 초등 챔피언스리그 우승
2003 경기도 대표 선발전 초등부 우승
2003 전국 팔도 초등 축구대회 4강
2004 단군할배컵 초등부 준우승
2005 드림 어 드림 이즈 싸커 축구대회 초등부 준우승
2005 제23회 교육부장관 축구대회 준우승
2006 아시아 초등 축구대회 4강
2006 제5회 성탄절 축구대회 우승
2007 광개토 대왕 삼국통일 신라 김춘추 축구대회 초등부 우승
2008 강원도 감자컵 3위
2009 전국 초등 월드컵 우승
2009 구석기 신석기 청동기 축구대회 우승
2009 고려 왕건 태조 왕건컵 우승
2010 충남 청양고추컵 준우승
2010 제5회 이순신 거북선 축구대회 준우승
2010 제17회 세종대왕 한글창조기념 전국 초등축구대회 우승
2011 태정태세문단세 축구대회 우승
2011 제30회 교육부장관 축구대회 3위
2013 남양주시장배 초등부 축구대회 준우승
2014 경기도교육청배 초등부 축구대회 4강
2014 이천쌀 대회 준우승
2014 수원갈비컵 준우승
2015 전주비빔밥대회 우승

## 출신 선수
오현규
이금민
유재호

## 참고 자료
- “KFA 통합경기정보 시스템”. 대한축구협회.

## 같이 보기
- 마석초등학교